# 헬름홀츠 정리
헬름홀츠 정리(독일어: Satz von Helmholtz) 혹은 헬름홀츠 분해정리(Helmholtz Decomposition) 혹은 벡터 미적분학의 기본정리(Fundamental Theorem of Vector Calculus)란 독일의 물리학자 헤르만 폰 헬름홀츠(Hermann Ludwig Ferdinand von Helmholtz)가 제시한 해석학의 정리이다. 이것은 어떤 벡터함수를 다른 방식으로 서술하는 근본적인 방법을 제시해 주는데, 이의 따름정리는 고전 역학과 전자기학 등에서 매우 중요하게 이용된다.

## 기본적인 형식
이 정리의 가장 기본적인 형식이자, 학부 수준의 물리학 교과서에서 주로 사용되는 헬름홀츠 정리의 기술 방식은 다음과 같다.
정리: 3차원 유클리드 공간에서, 어떤 벡터함수 {\displaystyle F(R)}의 발산 {\displaystyle d(R)}과 회전 {\displaystyle C(R)}이 정해지고, {\displaystyle |R|=r}이 무한대로 가는 극한에서 이 둘이 모두 {\displaystyle {\frac {1}{r^{2}}}}보다 빨리 {\displaystyle 0}으로 접근하며 {\displaystyle F(R)} 역시 {\displaystyle 0}으로 접근한다고 가정하자. 그러면 {\displaystyle F}는,
{\displaystyle F=\nabla u+\nabla \times W}
꼴로 쓸 수 있다. 여기서 {\displaystyle u(R)}는 어떤 스칼라 함수이며, {\displaystyle W(R)}는 어떤 벡터 함수이다.
이 정리는 뉴턴 퍼텐셜 연산자를 이용해 다른 방식으로 다시 쓸 수 있다. 또 이 정리를 3차원 유클리드 공간에서 일반적인 리만 다양체 위의 미분형식으로 일반화시킨 결과를 하지 분해정리라 하는데, 이는 헬름홀츠 정리와 밀접하게 연관되어 있다.

### 따름정리와 응용
이 정리는, 다음과 같은 두 가지 기본적인 따름정리를 갖는다.
- 헬름홀츠 정리의 조건을 만족하는 벡터함수 {\displaystyle F(R)}의 회전이 0이면 어떤 스칼라 함수 {\displaystyle u(R)}가 존재하여 {\displaystyle F=\nabla u}이다.
- 헬름홀츠 정리의 조건을 만족하는 벡터함수 {\displaystyle F(R)}의 발산이 0이면 어떤 벡터 함수 {\displaystyle W(R)}가 존재하여 {\displaystyle F=\nabla \times W}이다.

이 두 따름정리는 임의 스칼라 함수에 기울기를 취하고 회전을 취하면 0이 되며, 임의 벡터 함수에 회전을 취하고 발산을 취하면 0이 된다는 관계식으로부터, 헬름홀츠 정리를 적용하여 곧바로 얻어진다.
이 따름정리들의 가장 중요하면서도 기본적인 응용은 전자기학에서 찾아볼 수 있다. 맥스웰 방정식에 의하여 각각 정전기학과 정자기학에서 전기장의 회전이 0이고 자기장의 발산이 0이라는 것으로부터 전위와 자기 퍼텐셜을 정의할 수 있는데, 이때 위의 따름정리들이 이 과정이 정당함을 보장하는 데 쓰인다.

## 같이 보기
- 발산
- 회전
- 기울기
- 하지 분해정리

## 참고 문헌
- Griffith, 『기초전자기학(3/e)』, 진샘미디어, 2006